# Craig G. Rogers
Craig G. Rogers (n. 26 de mayo de 1971) es un urólogo estadounidense y el jefe la cirugía renal en Henry Ford Hospital, Michigan, Estados Unidos. Dr. Rogers es conocido por innovaciones en cirugía asistida por el robot Da Vinci, especialmente en la cirugía renal.
Él realizó la primera cirugía con el uso de sonda de ultrasonido. Él fue uno de los primeros urólogos en realizar una cirugía con el uso de nanoknife y una nefrectomía por single-port.
Dr. Rogers es autor de más de 80 artículos y publicaciones, así como videos y capítulos de libros.

## Carrera médica
Rogers se licenció en medicina en la Universidad de Stanford y se especializó en la Universidad Johns Hopkins. Desde 2007 trabaja en Henry Ford Hospital en el Instituto Urológico Vattikuti con Dr. Mani Menon.